# Höga kors, du enda ädla
Höga kors, du enda ädla är en hymn, översatt okänt år till svenska av Johan Alfred Eklund. Originalet är av Venantius Fortunatus. Den används i långfredagsgudstjänsten i den katolska kyrkan och i Svenska kyrkan, under momentet "Inför korset".

## Publicerad som
- Nr 456 i Den svenska psalmboken 1986 under rubriken "Fastan".
- Nr 1 i Lova Herren 1988 under rubriken "Sånger att läsas"